# Varm på is
Varm på is var et dansk underholdningsprogram, der blev sendt på TV 2 i 2008. Programmet var den danske version af det britiske underholdningsprogram, Dancing on Ice, som er produceret af det britiske produktionsselskab Granada til ITV. I programmet blev en kendt dansk personlighed sat sammen med en professionel skøjteløber, som efterfølgende skulle konkurrere mod andre par i par-kunstskøjteløb.
Programmets dommere var Fini Ravn, Vivi Flindt og Mikkeline Kierkgaard. Programmet havde premiere fredag d. 1. februar 2008 kl. 20 på TV 2 og løb i ti uger frem til finalen d. 10. april 2008. Programmets værter var Bubber og Lisbeth Østergaard.
Programmet blev solgt til 12 lande over hele verden, deriblandt Tyskland, Belgien, Norge, Australien og Italien.
Vinderne blev racerkøreren Nicolas Kiesa og skøjteløber Maj Frisendahl.
På grund af programmets lave seertal, grundet sammenfald med DR1s underholdningsprogram X Factor, blev programmet ikke forlænget og blev kun sendt i én sæson.

## Modtagelse
Programmet havde premiere fredag den 1. februar 2008 kl. 20 på TV 2. Tirsdag d. 12. februar (efter to udsendelser) udsendte TV 2 en pressemeddelse om at programmet fremover ville blive sendt kl. 21, da kanalen havde oplevet færre seertal end forventet, grundet programmets sammenfald med DR1s underholdningsprogram X Factor på samme tidspunkt. Varm på is' anden udsendelse havde et seerantal på 588.000 sammenholdt med X Factors 1,3 mio. TV 2s daværende underholdningschef Gitte Madsen udtalte håb om flytningen af programmets sendetid ville øge programmets seertal.

## Deltagere
- Skuespiller Pelle Hvenegaard og danmarksmester Anna Thomsen
- Sexolog Joan Ørting og sydafrikansk mester Brad Baudach
- Skuespiller Jan Linnebjerg og danmarksmester Julia Sandsten
- Erhvervskvinde Anna Thygesen og tjekkisk mester Ivan Kralik. (Thygesen erstattede Dorthe Kollo, som måtte udgå efter at have brækket sit håndled under en træning)[8]
- Studievært Signe Molde og danmarksmester Johnny Rønne Jensen
- Racerkører Nicolas Kiesa og danmarksmester Maj Frisendahl
- Stuntman Martin Spang Olsen og danmarksmester Anne Mette Poulsen
- Skuespiller Cecilia Zwick Nash og nordisk mester Henrik Walentin
- Studievært Benedicte Balling og danmarksmester David Blazek

## Resultat
| Placering | Kendt              | Danser              | Resultat (stemt ud i uge) |
| --------- | ------------------ | ------------------- | ------------------------- |
| 1. plads  | Nicolas Kiesa      | Maj Frisendahl      | Vinder                    |
| 2. plads  | Martin Spang Olsen | Anne Mette Poulsen  | 2. pladsen                |
| 3. plads  | Pelle Hvenegaard   | Anna Thomsen        | 3. pladsen                |
|           | Joan Ørting        | Brad Baudach        |                           |
|           | Jan Linnebjerg     | Julia Sandsten      |                           |
|           | Signe Molde        | Johnny Rønne Jensen |                           |
|           | Cecilia Zwick Nash | Henrik Walentin     |                           |
|           | Benedicte Balling  | David Blazek        |                           |
| 9. plads  | Anna Thygesen      | Ivan Kralik         | Uge 2                     |